# Rhopaloblaste singaporensis
Rhopaloblaste singaporensis är en enhjärtbladig växtart som först beskrevs av Odoardo Beccari, och fick sitt nu gällande namn av Joseph Dalton Hooker. Rhopaloblaste singaporensis ingår i släktet Rhopaloblaste och familjen Arecaceae. Inga underarter finns listade i Catalogue of Life.